# Sedum lydium
Sedum lydium là một loài thực vật có hoa trong họ Crassulaceae. Loài này được Boiss. miêu tả khoa học đầu tiên năm 1843.